# Las Nieves (Bogotá)
Las Nieves es un barrio y una UPZ de la localidad de Santa Fe de la ciudad de Bogotá, capital de Colombia. Se encuentra en la zona este, cerca de los Cerros Orientales de la ciudad, pero en la parte central de su localidad. Es asimismo uno de los sectores históricos del centro de la ciudad, albergando el Parque Santander, uno de sus lugares de fundación, y constituyendo una de las primeras parroquias que se conformaron en el casco urbano de la Santafé colonial.

## Historia
Hacia finales de los años 1530 se sentaron las bases administrativas, urbanas y legales de Santafé de Bogotá, entre ellas la misa "de la Conquista", en el punto donde hoy se encuentra el parque Santander, donde entonces se desarrollaba un mercado indígena, en el cual se erigió asimismo la capilla del Humilladero. El lugar estaba situado en la margen derecha del río San Francisco, donde comenzaba el camino del norte o de la sal, donde en la actualidad se encuentra la carrera Séptima, y que conducía a Tunja.

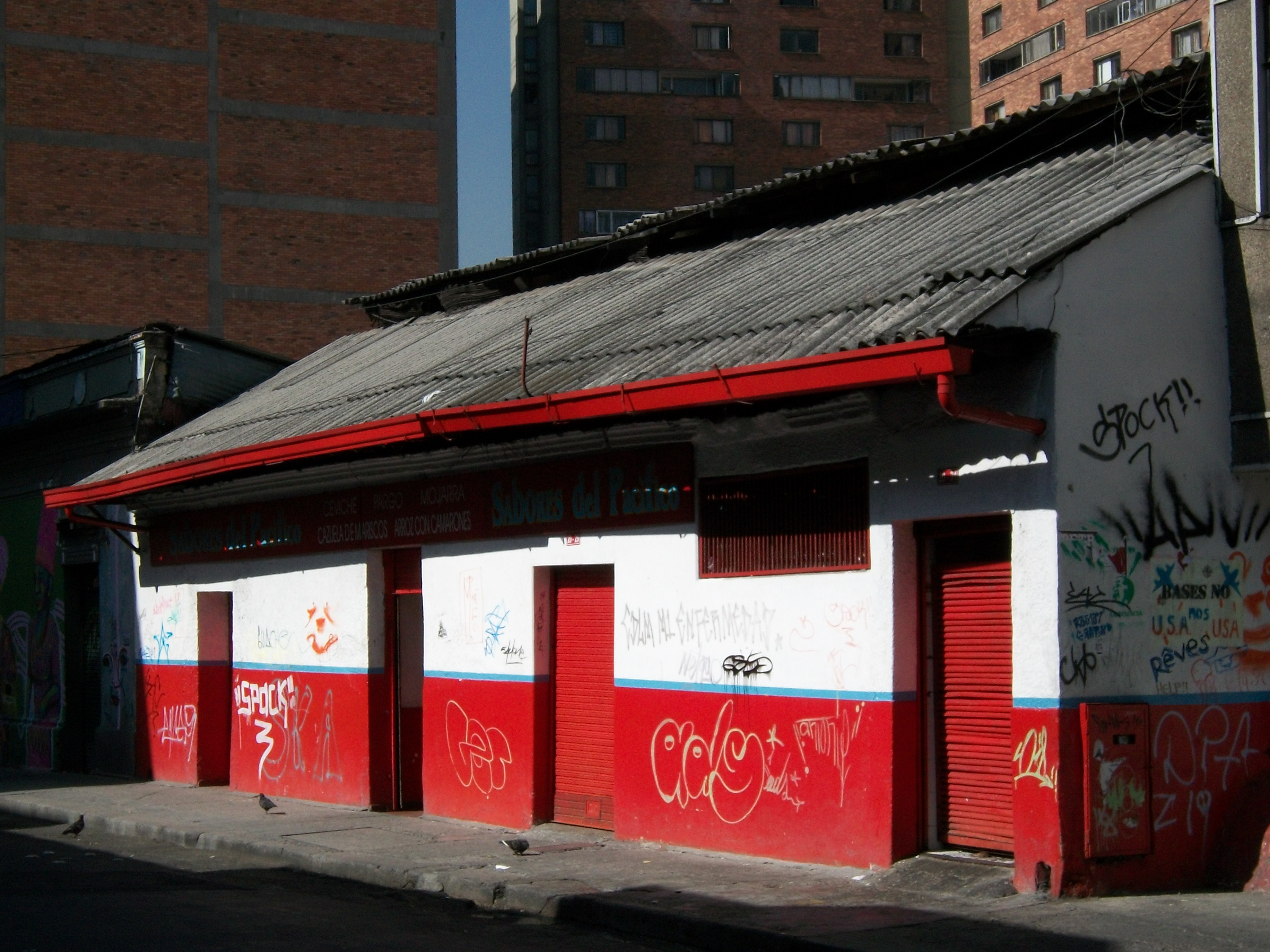
Casa en la carrera Cuarta.

En los años 1540, la villa registró cierto despoblamiento por la salida de los conquistadores Gonzalo Jiménez de Quesada, Nicolás Federmann y Sebastián de Belalcázar, sumados a sus acompañantes, a España para presentarse ante la Corona, así como las expediciones de Hernán Pérez de Quesada a buscar la Casa del Sol y El Dorado. La llegada en 1543 del entonces gobernador de Santa Marta, y por herencia, del Nuevo Reino de Granada, Alonso Luis de Lugo impulsó la construcción de la localidad, pues trajo consigo semillas, semovientes y los primeros albañiles. Esa actividad favoreció considerablemente el desarrollo de la zona de Las Nieves, que se constituyó como el centro cívico y en el polo de atracción urbano, albergando la plaza de mercado de las yerbas, luego de San Francisco, que se incorporó oficialmente a la ciudad en 1572, marcando con su intensa actividad y la valorización de sus predios la existencia de dos centros, siendo el otro la Plaza de Bolívar. Desde sus inicios, se instalaron en este sector amasanderías y panaderías, concentrándose una gran cantidad de establecimientos en la calle Corta, debido a la cercanía del molino del Cubo y la acequia de la parte alta del río San Francisco.
En el camino del norte o de la sal, en 1568 el alcalde Cristóbal Ortiz Bernal inició la construcción de una ermita, que con el tiempo se convirtió en la iglesia de Las Nieves, en la actual carrera Séptima con calle Veinte. El 23 de marzo de 1585 el arzobispo fray Luis Zapata de Cárdenas, consagró el templo, elevando su sector al grado de parroquia. En ese entonces, la de Las Nieves era la parroquia más septentrional de la incipiente Santafé, limitando al sur con el río San Francisco, al norte con la iglesia de San Diego, al oriente con el piedemonte de los cerros Orientales y al occidente con la Alameda Vieja. 

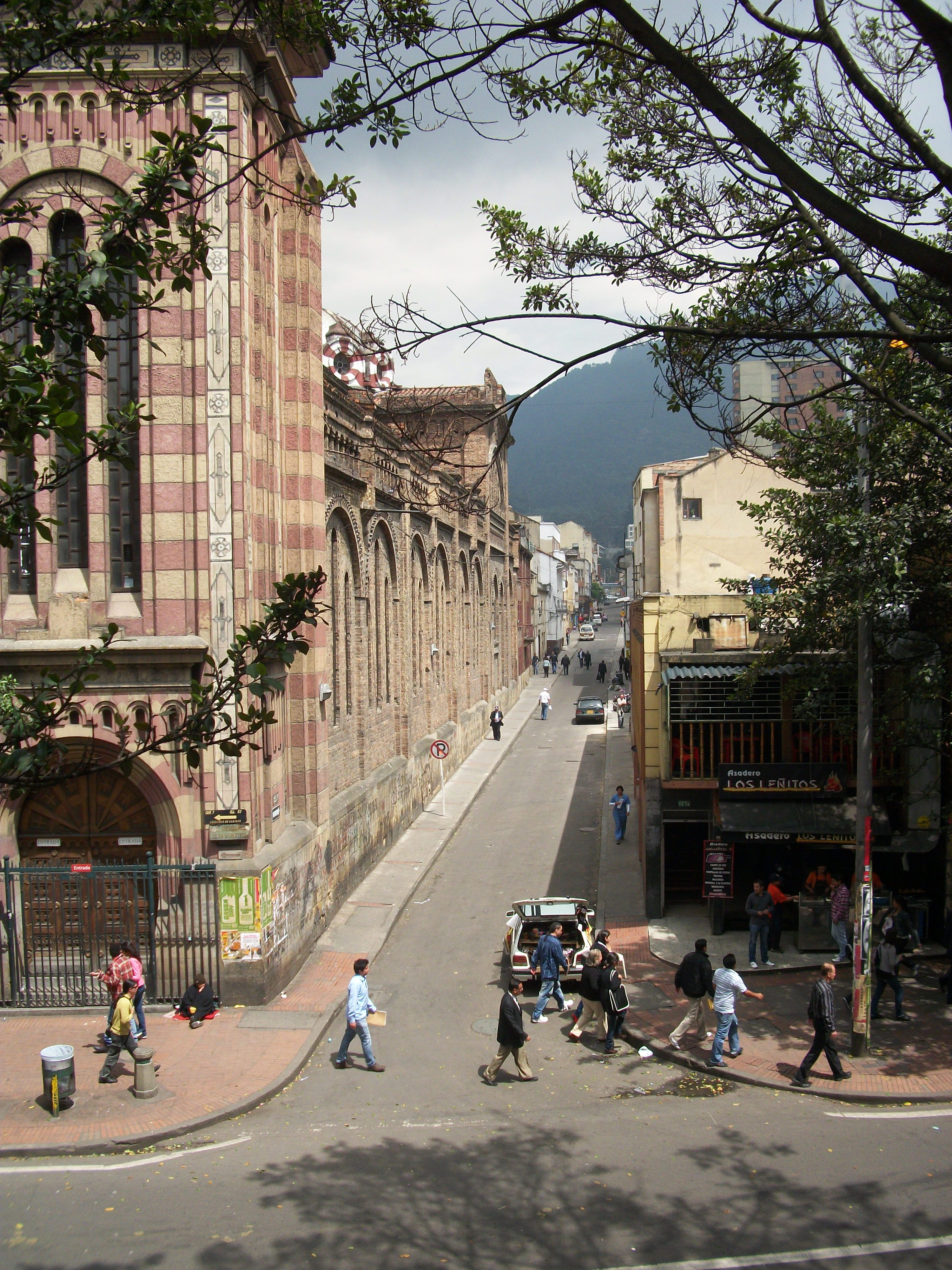
Calle 20 entre carreras Quinta y Séptima, que se angostó por la ampliación de la iglesia de Las Nieves.

Por su parte, en 1587 fue cedido un solar ubicado frente a la iglesia, el cual le sirvió como plazuela y valorizó los predios aledaños. Asimismo en 1597 se reconstruyó el templo con las limosnas de los fieles, pues la primera edificación sufrió un incendio. A finales del siglo, en 1598, se creó al occidente de la ciudad la parroquia de San Victorino, que fue aumentada en 1622 cuando Las Nieves llegaba hasta la iglesia de San Diego.

### sigloXVII
A principios del siglo XVII, por iniciativa de la familia Fernández de Valenzuela se inició una construcción religiosa en el entonces llamado cerro de Las Nieves (Monserrate). En los años 1640, por iniciativa privada, se abrió la primera posada de la ciudad en la plaza de San Francisco, y por iniciativa de las autoridades eclesiásticas se remplazó la iglesia de Las Nieves por un nuevo templo.
En los años 1650 se construyó un camino que llevaba desde este hasta la cima del cerro de Monserrate, contando en su recorrido con pequeñas capillas para los peregrinos. En este periodo se construyó una pila de agua en la plazuela de la iglesia, para brindar un servicio que era ya apremiante para los comercios y las residencias del sector.

### sigloXVIII
En el siglo XVIII Las Nieves se dividió en los sectores oriente y occidente, separados por la carrera Séptima, entre el costado norte del puente sobre el San Francisco y la iglesia de San Diego. De norte a sur, sus segmentos correspondían a las calles de La Tercera, San Juan, la Real o Larga de Las Nieves, de los Tres Puentes, la de la Alegría, y la que seguía hasta San Diego. Ambas zonas comprendían infraestructuras de gran importancia, como fábricas, chorros, puentes, molinos, hornos, amasanderías, ermitas, la carnicería, el cementerio de pobres, el jardín botánico o el hospicio de hombres.
A finales del siglo se instalaron en el sector noroccidental del barrio labradores con el fin de cultivar los solares de su sector noroccidental, que en la actualidad corresponde al barrio La Alameda, que se llama así debido a que en este sector la actual carrera 13 tomó ese nombre, pues fue la primera avenida arborizada de la ciudad. En el censo de 1793, el primero organizado en la ciudad, Las Nieves registró después de La Catedral la segunda mayor población de la capital, siendo sin embargo la más densamente poblada, con 154,5 hab./km². En los últimos años del siglo fue asimismo relevante la construcción del Real Hospicio de Santa Fe, durante los virreinatos de Manuel Antonio Flórez y de José de Ezpeleta y Galdeano, en el barrio de Las Nieves occidental, entre las carreras Séptima y Octava y las calles Dieciocho y Diecinueve.

### sigloXIX

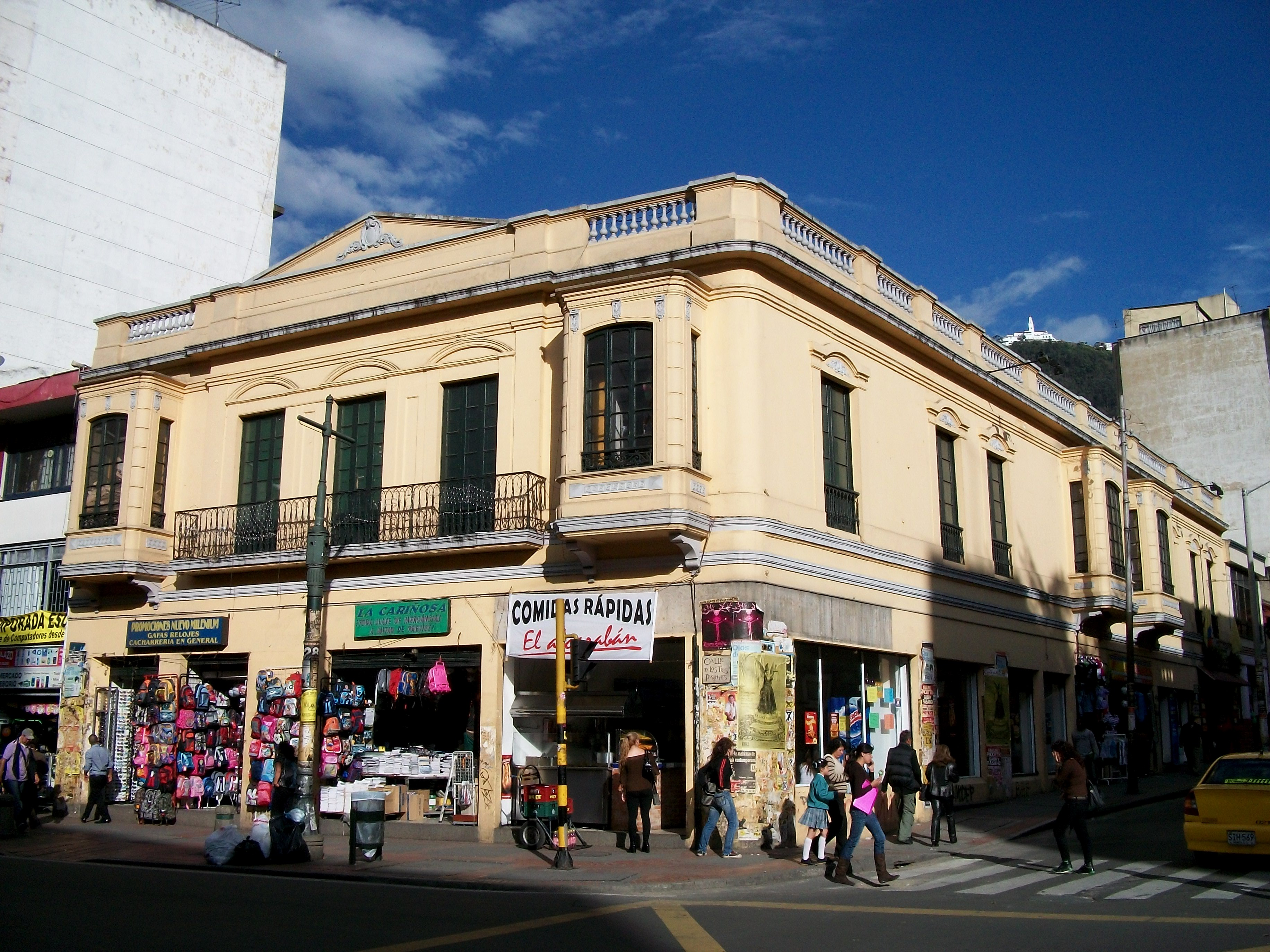
Casa de estilo republicano en la Calle 22 con carrera Séptima.

Por su parte, a principios del siglo XIX Las Nieves fueron el escenario de las luchas por la independencia de Colombia, desarrollándose los movimientos que a ella condujeron, lo mismo que del régimen del terror desencadenado durante la Reconquista por Pablo Morillo, quien instauró un consejo de guerra dedicado a emitir juicios sumarios contra los enemigos de la corona, empleando entre otras la plaza de San Francisco y la de San Victorino para llevar a cabo las ejecuciones.
Durante este siglo, se consolidaron en el barrio los sectores artesanal, de tenderos, zapateros molineros y albañiles, constituidos por la población mestiza que se había instalado en la zona desde el siglo anterior, de hecho en el censo de 1846 el 5% de los habitantes se dedicaba al artesanato, siendo el total poblacional de 40.000 habitantes. Aunque se trató de una franja social atomizada, que luego daría lugar al sector obrero que trabajó en la fábricas que se desarrollaron en el sector, los desórdenes públicos que generaron el asesinato de un artesano a principios de 1854 favorecieron el golpe del militar José María Melo contra José María Obando.
También durante este periodo se registró la segunda división sectorización parroquial de la ciudad, deslindando de las ya existentes nuevas parroquias, como  Las  Aguas y Egipto, y viceparroquias, como la de Las Cruces.

### sigloXX
En siglo XX se le conoció por su creciente comercio, su carácter cultural y su zona roja. Fue la segunda zona de asentamiento judío en Bogotá luego del barrio de las Cruces (junto con El Barrio Santafé). De estos dos últimos, saldrían para el Armenia, la Magdalena y la Soledad (décadas de 1940 -60) así como para el Chicó (desde los 60-70 hasta la actualidad). Destacan varios edificios en la calle 20 y 23 así como por la carrera octava con nombres que develan su origen ashkenazi. Según Simon Guberek, en Yo vi crecer un país, la séptima entre calles 16 a 22 era una zona clave del comercio hebreo hasta antes de los años 50. La novela El rumor del Astracán de Azriel Bibliowicz también sucede en el barrio durante buena parte de su trama.   
A partir de los años 1970 se ha introducido en una etapa de cambio, fomentada centros culturales e instituciones universitarias, recuperando y mejorando el sector. Alberga asimismo múltiples cafés, salas de cine y teatros, bares y sitios de recreo y juegos. En 1987 abrió sus puertas el centro comercial Terraza Pasteur en la calle 24 con carrera Séptima.

## Límites

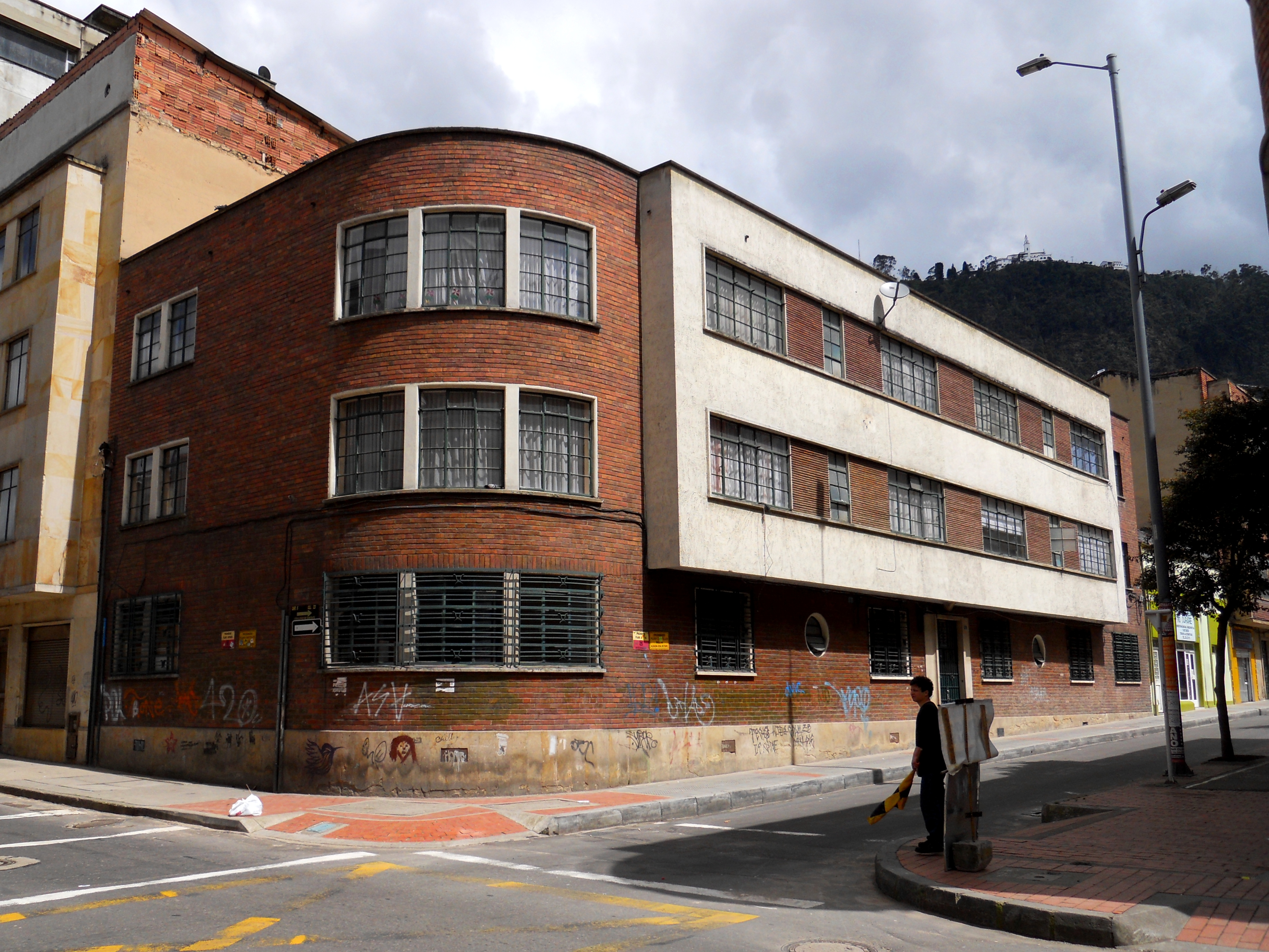
Edificio en la carrera Quinta con calle 23.

Por el norte lo separa de los barrios La Macarena y el Bosque Izquierdo la avenida Veintiséis, por el sur lo separa del barrio Veracruz la calle 19, por el occidente lo separa de La Alameda la carrera Décima, y por el oriente lo separa la carrera Tercera del barrio Germania.

## Edificios e instituciones
Entre los edificios más notables del barrio Las Nieves se encuentran la Biblioteca Nacional, el campus de la Universidad Jorge Tadeo Lozano y de la Universidad Central, el teatro Faenza y la iglesia de Las Nieves. En su territorio se encuentran asimismo las torres Blancas así como el los edificios del costado oriental de un segmento de la parte norte de la carrera Décima, entre los que se destacan yendo de sur a norte entre la avenida 19 y la 26 el Ordóñez de 1958, el Martín Gómez de 1953, el edificio para la Acción Cultural Popular de 1958, el Caja Industrial de Crédito Minero de 1956 y las Residencias Colón de 1952. Recientemente, se ha consolidado una zona de nueva construcción de torres de apartamentos del tipo New Build gentrification en el sector comprendido ente las carreras 4 y 7 y las calles 23 y 24 impulsado principalmente por la alta calidad del equipamiento cultural de la zona y por otro lado por la gran cantidad de instituciones educativas adyacentes.  

## Transporte
Al barrio Las Nieves lo recorren o atraviesan de sur a norte las carreras Tercera, Séptima y Décima. De oriente a occidente cuenta por su parte con las avenidas Calle 19 y 26. En la actualidad se está desarrollando la Fase III del sistema TransMilenio en la avenida El Dorado y la carrera Décima. El barrio dispone asimismo de una ciclorruta que lo atraviesa de oriente a occidente siguiendo el andén sur de la calle 23.

## Referencias

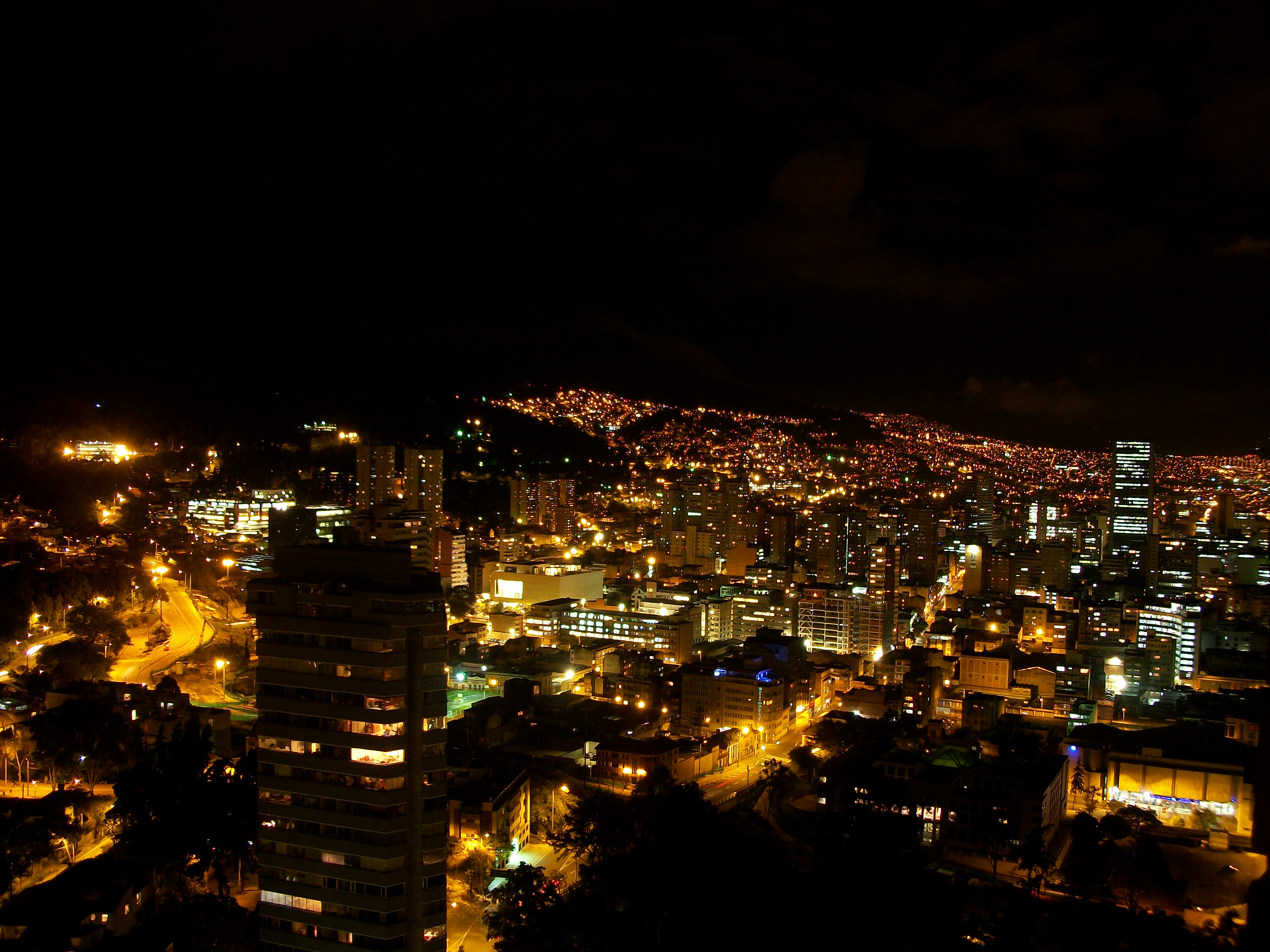
Vista nocturna de Las Nieves.